# Glossar der färöischen geographischen Namen
Das Glossar der färöischen geographischen Namen listet die geographischen Namen in der färöischen Sprache auf.
In erster Linie handelt es sich dabei um alle geographischen Namen (Ortsnamen, Flurnamen) auf den Färöern, einige Namen in Dänemark und Skandinavien, sowie Namen der Länder der Erde, insofern sie vom Namen in der Landessprache oder dem deutschen Namen abweichen. Beispiel: Argentina ist ebenso wenig aufgeführt wie Estland. Die Sortierung der Listen folgt dem färöischen Alphabet.

## Transkription färöischer Namen
Es gibt im Deutschen bisher keine verbindlichen Transkriptionsregeln für färöische Namen. Das liegt vermutlich daran, dass Färöisch an keiner Universität in Deutschland gelehrt wird und es auch keine färöisch-deutschen Wörterbücher gibt. Wer färöisch lernen will, muss in der Regel auf dänischsprachige Literatur zurückgreifen, wobei ein klassisches Lehrbuch auch in englischer Sprache vorliegt. Andererseits benutzt das Färöische das lateinische Alphabet, kann also auch mit seinen typischen Sonderbuchstaben von üblichen Schreibprogrammen am Computer dargestellt werden. Daher ist eine Transkription eher zu vermeiden.
Im Färöischen existieren folgende Sonderbuchstaben (alphabetisch): á, ð, í, ó, ú, ý, æ und ø (alternativ: ö).
Im Alphabet werden á, í, ó, ú und ý unter a, i, o, u und y eingeordnet. Dies entspricht der Konvention bei deutschen Umlauten in Wörterbüchern. Daher kann man den Akzent möglicherweise weglassen. Bedacht werden muss hierbei aber, dass der Akzent nicht nur eine andere Vokalqualität andeutet, sondern auch bedeutungsunterscheidend sein kann.
Der Buchstabe ð (das edd) ist in der Aussprache stets stumm. Eine mögliche Transkription wäre immer das d. Also Bordoy statt Borðoy. Irreführend wäre eine Transkription nach dem isländischen Muster Seyðisfjorður > Seydhisfjordhur also mit dh. Das isländische ett wird nämlich stets artikuliert und zwar als stimmhaftes th (wie im Englischen: brother).
Die Buchstaben æ und ø können mit ä und ö umschrieben werden. Dies entspricht auch deren Aussprache und zum Beispiel der Schreibung im Schwedischen. Hinzu kommt, dass ø im Färöischen ohnehin auch als ö vorkommt. Siehe zum Beispiel: Norröna.

## Føroyar – Färöer
Die Färöer werden landessprachlich Føroyar genannt. Das deutsche Wort Färöer ist von dänisch Færøerne (die Färöer) entlehnt. Poetisch kann die Inselgruppe im Färöischen auch als Føroyaland erscheinen. In Verbindungen erscheint oft Føroya ohne das r. Hierbei handelt es sich um den Genitiv des Namens, der stets nur im Plural existiert. Beispiel: Postverk Føroya (Postverwaltung der Färöer). Das Wort Føroyar ist weiblich, analog zu die Insel(n).

### Wortherkunft
Die Herkunft von Føroyar ist nicht eindeutig geklärt. Das Wort setzt sich aus zwei Bestandteilen zusammen: Før- und -oyar. Die Bedeutung und Herkunft von -oyar ist unstrittig: färöisch oyggj (Plural: oyggjar) heißt Insel. Dass hier von der modernen Orthographie abgewichen wird, hat historische Gründe (siehe unten).

#### Bestandteil „Før-“
Häufigster etymologischer Ansatz ist die Herleitung von altnordisch fár (heute dänisch: får „(Woll-)Vieh“, „Schaf“, gemeingermanisch verwandt mit Vieh). Das Wort fár kommt allerdings in der färöischen Sprache nicht vor, auch nicht in anderen denkbaren Formen wie før. Das Schaf heißt auf Färöisch seyður.
Ungeklärt ist daher, ob der Name nicht möglicherweise vom keltischen fear an („weit weg“) abstammt. Die ersten nachgewiesenen Menschen auf den Färöern waren Kelten, und die Färöer waren für damalige Verhältnisse durchaus „weit weg“.
Unabhängig davon aber können die Färöer durchaus als „Schafsinseln“ bezeichnet werden, da es dort mehr Schafe als Menschen gibt; außerdem ist ein Widder das färöische Wappentier.

#### Bestandteil „-oy(ar)“
Insel heißt auf färöisch oyggj. Der Plural ist oyggjar. Bei färöischen geographischen Namen, die eigenen Inseln betreffend, wird die alte Form oy, Plural oyar verwendet. Dies entspricht dem gleichbedeutenden dänischen Ø für Insel. Es ist verwandt mit deutsch Eiland. Die Aussprache von -oy (im Sonderfall einer Insel!) ist im Färöischen [-i], im Plural nimmt das [i] die Qualität des Gleitkonsonanten [j] an, also: [-jar]. Manchmal, insbesondere in der gehobenen Sprache, wird statt [-i] aber auch [-oi] gesagt.

### Aussprache – färöisch, dänisch, deutsch
Die Aussprache von Føroyar ist ['fœrjɑr]. Das [r] wird im Färöischen immer gerollt.
Das dänische Færøerne wird [ˈfɛʁˌøʔəʁnə] ausgesprochen. Der zweite Teil des Wortes, øerne, heißt schlichthin die Inseln und wird mit einem Stoßton ausgesprochen, den es im Färöischen aber nicht gibt.
Das deutsche Färöer wird in der Regel aber nicht so artikuliert, dass beide Wortbestandteile voneinander getrennt erscheinen. Als zweite und dritte Silbe wird also [-röer] gesprochen. Genauso wird es auch getrennt: Fä|rö|er. Hier verlässt das Deutsche sozusagen die korrekt hergeleitete Aussprache.
Was alle drei Sprachen aber gemein haben, ist die Betonung auf der ersten Silbe. Wenn der Duden als alternative Betonung [fä'röer] nennt, so ist das wahrscheinlich auf einen beobachteten Sprachgebrauch bei deutschen Sprechern zurückzuführen, die sich niemals auf den Färöern selber im deutschen Sprachkontext bewegt haben.

### Schreibweise der Färöer in anderen Sprachen
Bei einigen der unten stehenden Formen wird das redundante Inseln (-öer heißt bereits Inseln) gebraucht. Wer die „korrekten“ Formen kennt, möge sie hier eintragen und die Formen mit den Inseln in Klammern nennen, wie im englischen Beispiel.
- Englisch: Faroes (beziehungsweise Faroe Islands, alternativ: Faeroes beziehungsweise Faeroe Islands)
- Finnisch: Färsaaret
- Französisch: Îles Féroé
- Isländisch: Færeyjar
- Latein: Insulae Faeroensis
- Niederländisch: de Faeröer
- Norwegisch: Færøyene
- Polnisch: Wyspy Owcze
- Schwedisch: Färöarna
- Slowakisch/Tschechisch: Faerské ostrovy
- Slowenisch: Ferski otoki
- Spanisch: Islas Faroe

### Namen der färöischen Inseln
Die Namen der 18 Inseln des Nordatlantik-Archipels haben alle eine Bedeutung, die sich häufig direkt ins Deutsche übersetzen lässt, in manchen Fällen aber nur etymologisch hergeleitet werden kann, sich also nicht aus dem modernen färöischen Vokabular unmittelbar ergibt.
Daneben haben die Inseln (wie auch alle Orte und sonstige geographischen Namen auf den Färöern) auch dänische Namen (hier in Klammern dahinter genannt). Das ist darauf zurückzuführen, dass das Dänische ca. 500 Jahre die alleinige offizielle Schriftsprache auf den Inseln war.
Nur wenige geographische Namen auf den Färöern existieren auch in einer deutschen Form. Prominentestes Beispiel ist die Region der sechs Nordinseln (Borðoy, Fugloy, Kalsoy, Kunoy, Svínoy, Viðoy), die in der deutschsprachigen Literatur immer so genannt werden. Auch sind Begriffe wie Groß-Dimun und Klein-Dimun für (ausgerechnet) die beiden kleinsten färöischen Inseln durchaus üblich. Alle anderen Übersetzungen sind im deutschen Sprachkontext ungewöhnlich aber zur Erläuterung (größtenteils) geläufig.
Der landeskundliche Überblick zu den Inseln findet sich im Artikel Inseln der Färöer
- Borðoy (Bordø) – Bordinsel (im Sinne von Rand, Kante)
- Eysturoy (Østerø) – Ostinsel
- Fugloy (Fuglø) – Vogelinsel
- Hestur (Hestø) – Pferd (vergleiche Koltur)
- Kalsoy (Kalsø) – Männerinsel
- Koltur (Kolter) – Fohlen (von englisch colt, also ein sehr alter Anglizismus)
- Kunoy (Kunø) – Fraueninsel
- Lítla Dímun (Lille Dimon) – Kleiner Dímun – Klein-Dimun (Siehe auch: Stóra Dímun)
- Mykines (Myggenæs) – Guano-Landspitze (wörtlich: Mistnase). Es gibt aber auch Sprachforscher, die meinen, der Name sei keltischen Ursprungs, obwohl es eine Saga zu der Namensherkunft „mit dem Mist“ gibt.
- Nólsoy (Nolsø) – nahe Insel (?). Dieser Name ist etymologisch schwierig herzuleiten. Vermutet wird, dass Nól- von altnordisch nór = eng herstammt, was wiederum mit deutsch nah verwandt ist. Im Altnordischen heißt die Straße von Gibraltar Nórvasund. Dadurch, dass Nólsoy der Bucht von Tórshavn vorgelagert ist, und alle Schifffahrtswege nach dort an dieser Insel vorbeiführen, ist die Erklärung plausibel, aber nicht einwandfrei nachgewiesen.
- Sandoy (Sandø) – Sandinsel (wegen der Strände dort)
- Skúvoy, auch: Skúgvoy (Skuø) – Skuainsel (nach der hier brütenden Möwenart Skua – zoolog.: Stercorarius Skua)
- Stóra Dímun (Store Dimon) – Großer Dímon – Groß-Dimun. Dímun wird häufig als Dämon gedeutet. Andere Versuche waren die Erklärung als Diamant. Vermutlich aber ist der Name keltischen Ursprungs und bedeutet zwei Hügel, was Stóra und Lítla Dímun mit etwas Untertreibung auch sind – jedenfalls für färöische Verhältnisse.
- Streymoy (Strømø) – Strömungsinsel (vermutlich wegen der häufig kenternden schnellen Strömung im Sund zu Eysturoy)
- Suðuroy (Suderø) – Südinsel (südlichste Insel und eigene Region)
- Svínoy (Svinø) – Schweineinsel
- Vágar, auch Vágoy (Vågø) – Buchten(-Insel)
- Viðoy (Vidø) – Holzinsel (vermutlich wegen des Treibholzes)

## Länder der Erde
Als Referenz dient die Liste des statistischen Landesamtes der Färöer.
Bei den Inselstaaten ist oft die Endung -oyggjar zu lesen. Das ist der färöische Plural von oyggj = Insel. Dass die Färöer sich nicht selber „Føroyggjar“ nennen, wird in dem Abschnitt über die internationalen Namen der Färöer diskutiert.
Die Zusätze der Himmelsrichtungen lauten:  Eystur- (Ost-) und Vestur- (West-); Norður- (Nord-) und Suður- (Süd-).
Diese Liste gibt keine Auskunft darüber, wie häufig diese Namen im modernen Färöisch auftauchen, sondern lediglich einen Überblick, welche abweichenden Landesbezeichnungen es im Färöischen gibt. So kann Dänemark sowohl Danmørk als auch Danmark geschrieben werden. Letzteres entspricht dem dänischen Landesnamen und wird nicht extra ausgewiesen. (siehe erster Absatz).

### Evropa – Europa
- Áland – Åland
- Albania – Albanien
- Belgia – Belgien
- Bosnia og Hersegovina – Bosnien und Herzegowina
- Bulgaria – Bulgarien
- Bretland (Stórabretland) – Großbritannien (wörtlich: Britland)
- Danmørk – Dänemark
  - Jútland – Jütland
  - Fjón – Fünen (sprich: ['fjoun])
  - Keypmannahavn – Kopenhagen (sprich: ['tschepmanna'haun], wörtlich: Kaufmännerhafen)
- Eysturríki – Österreich (sprich [esturruitschi])
- Frakland – Frankreich (wörtlich: Frankland)
- Føroyar – Färöer
- Grikkaland – Griechenland
- Hetland – Shetland (kein autonomes Gebiet, aber wichtiges Nachbarland)
- Hvítarussland – Weißrussland (sprich [kvuita-])
- Írland – Irland (sprich [uirland])
- Ísland – Island (sprich [uisland])
- Kekkia – Tschechien (sprich [tschekkia])
- Kymru (häufiger: Wales) – Wales
- Liktinstein – Liechtenstein
- Litava – Litauen
- Luksemborg – Luxemburg
- Makedónia – Mazedonien (sprich [matschedounia])
- Mann – Isle of Man
- Moldova – Moldawien
- Monako – Monaco
- Montenegro – Montenegro
- Niðurlond/Háland – Niederlande
- Norðurírland – Nordirland (sprich [noruruirland])
- Noreg – Norwegen
- Pólland – Polen (wörtlich: Polland)
- Rumenia – Rumänien
- Serbia – Serbien
- Slovakia – Slowakei
- Slovenia – Slowenien
- Spania – Spanien
- Svalbard – Spitzbergen
- Svøríki – Schweden (sprich [svöruitschi])
- Sveis – Schweiz
- Týskland – Deutschland (sprich [tuiskland])
- Ukraina – Ukraine
- Vatikanríkið – Staat der Vatikanstadt (wörtlich das Vatikanreich – sprich [-ruitschi])

### Afrika
- Algeria – Algerien
- Botsvana – Botswana
- Egyptaland – Ägypten (wörtlich: Ägypter-Land)
- Ekvatorguinea – Äquatorialguinea (wörtlich: Äquator-Guinea)
- Etiopia – Äthiopien
- Fílabeinsstrondin – Elfenbeinküste (wörtlich: der Elfenbein-Strand – strond = Strand, Küste)
- Gana – Ghana
- Grønhøvdaoyggjar – Kap Verde (wörtlich: Inseln der grünen Kaps)
- Kenja – Kenia
- Kjad – Tschad (Aussprache wie im Deutschen)
- Komoroyggjar – Komoren
- Lesoto – Lesotho
- Malavi – Malawi
- Miðafrikalýðveldið – Zentralafrikanische Republik (wortwörtlich: die mittelafrikanische Leute-Welt – lýðveld = Republik, vergleiche Island)
- Móritania – Mauretanien
- Móritius – Mauritius
- Sair – Zaire früher für Demokratische Republik Kongo
- Sao Tomi og Prinsipi – São Tomé und Príncipe
- Seyskelloyggjar – Seychellen (wörtlich: Seychell-Inseln)
- Simbabvi – Simbabwe
- Suðurafrika – Republik Südafrika
- Svasiland – Eswatini
- Tunesia – Tunesien
- Vestursahara – Westsahara

### Amerika
- Bahamaoyggjar – Bahamas
- Belis – Belize
- Brasil – Brasilien
- Ekvador – Ecuador
- Falklandsoyggjar – Falklandinseln
- Gujana – Guyana
- Jameika – Jamaika
- Kili – Chile
- Kolumbia – Kolumbien
- Kosta Rika – Costa Rica
- Lýveldi Dominika – Dominikanische Republik
- Meksiko – Mexiko
- Perú – Peru
- Uruguei – Uruguay
- Venesuela – Venezuela
- Santa Kristoffur og Nevis – St. Kitts und Nevis
- Santa Vinsent og Grenada – St. Vincent und die Grenadinen

### Asia – Asien
- Afganistan – Afghanistan
- Armenia – Armenien
- Aserbadjan – Aserbaidschan
- Barein – Bahrain
- Bangladesj – Bangladesch
- Butan – Bhutan
- Eysturtimor – Osttimor
- Filipsoyggjar – Philippinen (wörtlich: Philipps-Inseln)
- Ísrael – Israel
- Jordan – Jordanien
- Kambodja – Kambodscha
- Kasakstan – Kasachstan
- Kina – China
- Kuveit – Kuwait
- Kýpros – Zypern
- Maleisia – Malaysia
- Maldivoyggjar – Malediven (wörtlich: Malediv-Inseln)
- Norðurkorea – Nordkorea
- Sameindu Emirríkini – Vereinigte Arabische Emirate (wörtlich: vereinigte Emir-Reiche)
- Saudiarábia – Saudi-Arabien
- Singapor – Singapur
- Suðurkorea – Südkorea
- Sýria – Syrien
- Tadsjikistan – Tadschikistan
- Teivan – Taiwan
- Teiland – Thailand
- Turkaland – Türkei (wörtlich: Türkenland. färöisch: turkur = Türke)
- Vjetnam – Vietnam

### Kyrrahavsoyggjarnar – Ozeanien
- Amerikanskt Sámoa – Amerikanisch-Samoa
- Avstralia – Australien
- Cookoyggjar – Cookinseln
- Fidjioyggjar – Fidschi
- Marshalloyggjar – Marshallinseln
- Nýsæland – Neuseeland
- Papua Nýguinea – Papua-Neuguinea
- Sálomonsoyggjar – Salomonen
- Vestursámua – Westsamoa